# ジャスティン・ホリデー
ジャスティン・アラリック・キッチン・ホリデー（Justin Alaric kitchen Holiday, 1989年4月5日 - ）は、アメリカ合衆国・カリフォルニア州ミッションヒルズ出身のプロバスケットボール選手。
1歳下の弟は、ポートランド・トレイルブレイザーズ所属のドリュー・ホリデー。また7歳下の弟アーロン・ホリデーもヒューストン・ロケッツ所属である。

## 来歴
ワシントン大学で4年間在籍し、2010年にはPac-12のディフェンスチームに選出。アイザイア・トーマスとのガードコンビで活躍したホリデーだったが、2011年のNBAドラフトでは、どのチームからも指名を受けることは出来なかった。
ホリデーはベルギーのオカピ・アールスターでプロデビュー。クリス・コープランドと共にプレーし、リーグ優勝を経験した。
2012-13シーズン開幕前は、クリーブランド・キャバリアーズとポートランド・トレイルブレイザーズのシーズンキャンプに参加したものの、いずれも解雇。ブレイザーズを解雇された際に傘下のアイダホ・スタンピード (現：ソルトレイクシティ・スターズ) に送られ、NBAを目指すことになった。そして2013年4月1日、弟のドリュー・ホリデーが所属するフィラデルフィア・76ersと契約し、念願のNBA入り。シーズン終了までドリューと共にプレーした。その後、ドリューが2013年のNBAドラフト開催日にニューオーリンズ・ペリカンズに放出されたのに伴い、ジャスティンも8月に解雇された。
2013-14シーズン開幕前は、ユタ・ジャズのシーズンキャンプに参加するも解雇。同シーズンはハンガリーでプレーした。
2014年のNBAサマーリーグは、ゴールデンステート・ウォリアーズの一員として参加し、9月に契約を勝ち取る。シーズン通算は50試合の出場で平均4.3得点に終わったが、ホリデーはNBAチャンピオンを経験した。
2015年7月、サイン・アンド・トレードでアトランタ・ホークスに移籍するも、2016年2月にシカゴ・ブルズに放出。同年6月にはニューヨーク・ニックスに移籍した。
2017年7月2日、シカゴ・ブルズと2年900万ドルの契約を結んだ。
2019年1月3日、マーション・ブルックスらと交換でメンフィス・グリズリーズにトレードされた。 On April 7, 2019年4月7日のダラス・マーベリックス戦で、キャリアハイとなる30得点を記録した。
2019年7月31日、インディアナ・ペイサーズと1年契約を結んだ。
2022年2月8日、タイリース・ハリバートン、バディ・ヒールド、トリスタン・トンプソンとのトレードでサクラメント・キングスへ移籍した。
2023年2月15日にダラス・マーベリックスと契約した。
2023年7月6日にデンバー・ナゲッツと契約した。

## 家族
弟ドリューの妻は元女子サッカー選手のローレン・ホリデー (Lauren Holiday  旧姓：Cheney) で、アメリカ代表でも活躍。ドリューとはUCLA時代に知り合い、2013年7月に結婚した。 2016年、第1子を妊娠中のローレンに脳腫瘍が見つかり、ドリューは無期限休養を発表して妻を支えることになった。無事女の子を出産した後、夫妻に代わってジャスティンが世話をしている。その後行われた腫瘍摘出手術も無事成功した。
また7歳下の弟アーロンは2018年のNBAドラフトにて全体23位でインディアナ・ペイサーズに指名され入団した。ジャスティン自身が2019年7月にペイサーズに入団したことにより、兄弟が同チームに所属することになった。

## 個人成績

### NBA

#### レギュラーシーズン
| シーズン | チーム | GP  | GS  | MPG  | FG%  | 3P%  | FT%  | RPG | APG | SPG | BPG | PPG  |
| -------- | ------ | --- | --- | ---- | ---- | ---- | ---- | --- | --- | --- | --- | ---- |
| 2012–13  | PHI    | 9   | 0   | 15.8 | .333 | .250 | .750 | 1.6 | 1.7 | .3  | .7  | 4.7  |
| 2014–15† | GSW    | 59  | 4   | 11.1 | .387 | .321 | .822 | 1.2 | .8  | .7  | .2  | 4.3  |
| 2015–16  | ATL    | 26  | 1   | 10.1 | .329 | .222 | .500 | 1.0 | .4  | .5  | .2  | 2.4  |
| 2015–16  | CHI    | 27  | 4   | 18.9 | .413 | .433 | .815 | 2.3 | 1.7 | .7  | .6  | 6.5  |
| 2016–17  | NYK    | 82  | 4   | 20.0 | .433 | .355 | .825 | 2.7 | 1.2 | .8  | .4  | 7.7  |
| 2017–18  | CHI    | 72  | 72  | 31.5 | .371 | .359 | .823 | 4.0 | 2.1 | 1.1 | .4  | 12.2 |
| 2018–19  | CHI    | 38  | 38  | 34.9 | .383 | .359 | .896 | 4.4 | 2.2 | 1.8 | .6  | 11.6 |
| 2018–19  | MEM    | 44  | 39  | 29.1 | .389 | .333 | .900 | 3.5 | 1.4 | 1.2 | .3  | 9.5  |
| 2019–20  | IND    | 73  | 6   | 25.0 | .428 | .405 | .791 | 3.3 | 1.3 | 1.2 | .6  | 8.3  |
| 2020–21  | IND    | 72  | 52  | 30.3 | .413 | .382 | .788 | 3.6 | 1.7 | 1.0 | .6  | 10.5 |
| 2021–22  | IND    | 49  | 40  | 28.9 | .415 | .378 | .829 | 2.8 | 1.8 | .7  | .4  | 11.0 |
| 通算     | 通算   | 551 | 260 | 24.5 | .401 | .366 | .821 | 3.0 | 1.5 | 1.0 | .4  | 8.7  |

#### プレーオフ
| シーズン | チーム | GP | GS | MPG  | FG%  | 3P%   | FT%  | RPG | APG | SPG | BPG | PPG |
| -------- | ------ | -- | -- | ---- | ---- | ----- | ---- | --- | --- | --- | --- | --- |
| 2015†    | GSW    | 5  | 0  | 2.2  | .500 | 1.000 | —    | .2  | .2  | .0  | .0  | .6  |
| 2020     | IND    | 4  | 2  | 32.8 | .476 | .500  | .333 | 3.8 | .8  | 1.5 | 1.3 | 7.3 |
| 通算     | 通算   | 9  | 2  | 15.8 | .478 | .529  | .333 | 1.8 | .4  | .7  | .6  | 3.6 |

### カレッジ
| シーズン | チーム     | GP  | GS | MPG  | FG%  | 3P%  | FT%  | RPG | APG | SPG | BPG | PPG  |
| -------- | ---------- | --- | -- | ---- | ---- | ---- | ---- | --- | --- | --- | --- | ---- |
| 2007–08  | ワシントン | 19  | 0  | 6.6  | .294 | .000 | .429 | 1.3 | .4  | .2  | .3  | .7   |
| 2008–09  | ワシントン | 35  | 0  | 15.6 | .441 | .250 | .619 | 2.5 | 1.2 | .4  | .3  | 2.1  |
| 2009–10  | ワシントン | 34  | 21 | 22.2 | .422 | .333 | .800 | 4.5 | 1.8 | 1.0 | .6  | 5.9  |
| 2010–11  | ワシントン | 35  | 35 | 28.3 | .465 | .359 | .772 | 5.2 | 2.1 | 1.2 | .8  | 10.5 |
| 通算     | 通算       | 123 | 56 | 19.6 | .443 | .343 | .736 | 3.6 | 1.5 | .8  | .5  | 5.3  |